# کلینتون (حوزه سرشماری)، ماساچوست
کلینتون (به انگلیسی: Clinton) یک منطقهٔ مسکونی در ایالات متحده آمریکا است که در شهرستان ووستر، ماساچوست واقع شده‌است. کلینتون ۳٫۹ کیلومتر مربع مساحت و ۷٬۳۸۹ نفر جمعیت دارد و ۱۱۲ متر بالاتر از سطح دریا واقع شده‌است.